# Aedes fulvus
Aedes fulvus är en tvåvingeart som först beskrevs av Christian Rudolph Wilhelm Wiedemann 1828.  Aedes fulvus ingår i släktet Aedes och familjen stickmyggor. Inga underarter finns listade i Catalogue of Life.